# Langrolay-sur-Rance
Langrolay-sur-Rance är en kommun i departementet Côtes-d'Armor i regionen Bretagne i nordvästra Frankrike. Kommunen ligger i kantonen Ploubalay som tillhör arrondissementet Dinan. År 2022 hade Langrolay-sur-Rance 992 invånare.

## Befolkningsutveckling
Antalet invånare i kommunen Langrolay-sur-Rance
Referens:INSEE